# Tillandsia fresnilloensis
Tillandsia fresnilloensis là một loài thuộc chi Tillandsia. Đây là loài đặc hữu của México.